# Дюрское муниципальное образование
Дюрское сельское поселение — муниципальное образование в составе Новоузенского района Саратовской области. Административный центр — посёлок Дюрский. На территории поселения расположено 4 населённых пункта: 1 посёлок и 3 хутора.

## Население
{{Население|Дюрское муниципальное образование

## Состав сельского поселения
| № | Населённый пункт | Тип населённого пункта          | Население |
| - | ---------------- | ------------------------------- | --------- |
| 1 | Дюрский          | посёлок, административный центр | ↘506      |
| 2 | Первомайский     | хутор                           | ↘329      |
| 3 | Степной          | хутор                           | ↗214      |
| 4 | Чилижный         | хутор                           | ↘200      |

## Расположение
Центральная усадьба находится в 40 км на северо-восток от районного центра, г. Новоузенска и в 230 км на юго-восток от областного центра г. Саратова. Высота относительно уровня моря: 50-100 м. Располагается в Прикаспийской низменности, относится к бассейну Камыш-Самарских озёр. Сельскохозяйственные земли на месте сухих заволжско-казахстанских типчаково-ковыльных степей.

## Климат
Территория совхоза относится к четвёртому агроклиматическому району Саратовской области. Крайний недостаток атмосферных осадков, резкая континентальность. Гидротермический коэффициент — 0.4.
Метеорологические условия по г. Новоузенску:
- Средние суммы t°C выше 10 °C составляют 2900 °C
- Среднегодовое количество осадков не превышает 249 мм
- За зимний период выпадает меньше 30 мм осадков

## Почвы
1. Каштановые почвы и их комплексы с солонцами 10-50 % — 27017 га; 86,5 %
2. Светлокаштановые почвы и их комплексы с солонцами 10-50 % — 3608 га; 11,5 %
3. Лугово каштановые почвы — 125 га; 0,4 %
4. Комплексы с преобладанием солонцов — 532 га; 1,6 %